# Cool (Felix Jaehn)
Cool is een nummer van de Duitse dj Felix Jaehn uit 2018, met vocalen van de Amerikaanse R&B-zanger Marc E. Bassy en de Amerikaanse rapper Gucci Mane.
De boodschap van het nummer is dat het niet uitmaakt wie je bent, hoe je eruitziet of wat je draagt, zolang je maar authentiek bent. "Cool" werd een klein hitje in het Duitse taalgebied, en bereikte de 39e positie in Jaehns thuisland Duitsland. In Nederland bereikte het de 14e positie in de Tipparade, en ook in Vlaanderen bereikte het de Tipparade.